# Enicospilus diotimus
Enicospilus diotimus là một loài tò vò trong họ Ichneumonidae.